# Saiyuki (manga)
Pour les articles homonymes, voir Saiyuki.
Saiyuki (幻想魔伝最遊記, Gensōmaden Saiyūki), est un manga et un anime créé par Kazuya Minekura tiré du roman chinois La Pérégrination vers l'Ouest (Saiyuki en japonais). La version papier de l'histoire se compose de 9 volumes publiés par Tokyopop au Japon et Panini Comics en France.
Il est assez difficile de se repérer entre le manga, l'anime et les OAV puisque non seulement l'auteur jongle entre Saiyuki Offroad et Saiyuki Gaiden mais doit aussi avancer dans Wild Adapter.

## Résumé de l'histoire
Dans ce manga, on suit quatre personnages récurrents de la légende asiatique du "Roi des Singes" : Genjyô Sanzô (sanzô est le nom donné aux prêtres qui veillent sur les sûtras) et ses disciples Son Gokû (Conscience du vide), Cho Hakkai (Cochon Huit-Défenses, un humain transformé en génie yōkai) et Sha Gojyo (un métis né de l'alliance d'un yōkai et d'une humaine).
L'histoire commence au Togenkyo (paradis terrestre) où humains et yōkai ont appris à coexister en paix.
Mais un jour, des ondes négatives envahissent le monde, transformant les yōkai en êtres violents et sanguinaires. Ils se mettent à attaquer et à dévorer les humains. Ces ondes négatives sont causées par l'utilisation d'alchimie et de magie noire. Cette magie est utilisée pour ressusciter Gyûmao, le démon taureau.
Pour empêcher cette résurrection, la déesse Kanzeon envoie quatre êtres vers l'Inde (Tenjiku): Genjô Sanzô, Son Gokû, Cho Hakkai et Sha Gojyo.
Voir aussi : Saiyuki - Chronique de l'Extrême Voyage

## Personnages

### Les personnages principaux
- Goku : Dans le manga on dit qu'il n'a pas mangé depuis plusieurs siècles du fait de son long emprisonnement (500 ans). C'est du moins la raison que donne Sanzo, quand Gojyo se plaint d'entendre Goku demander à manger pour la 1re fois. Il est surnommé "ouistiti"(dans la version française) voire "con de singe" (baka saru) par Gojyo et Sanzô. Le diadème qu'il porte lui sert à canaliser sa magie. S'il lui est retiré, Gokû devient furieux (il se transforme en Seiten Taisei, une créature surpuissante, l'égal d'un dieu) et s'attaque à toutes les personnes qu'il aperçoit, même ses compagnons. Son arme se nomme le bâton magique (Nyoibô) qu'il peut agrandir à souhait et même diviser en trois branches formant ainsi un Nunchaku.

- Cho Hakkai: Un homme calme et souriant, mais au passé sombre. En effet, avant qu'il ne rencontre ses compagnons Hakkai a vécu une terrible histoire. Il s'appelait alors Cho Gono et menait une vie paisible avec sa bien-aimée, Kanan, qui était aussi sa sœur aînée, travaillant dans un village en tant que professeur. Sa vie a basculé le jour où sa fiancée a été enlevée et violée par un groupe de yōkai pour être offerte en sacrifice (afin de sauver tout un clan). Il alla au château, et, fou de désespoir et de douleur, il tua tous les monstres qui se mirent en travers de son chemin. Quand il arriva à la cellule de sa bien-aimée, elle lui expliqua qu'elle avait été violée et portait en elle l'enfant du monstre qui l'avait enlevée. Alors, elle prit le couteau qu'il portait, lui fit un dernier adieu et se le planta dans le ventre. Depuis ce jour Hakkai est un yōkai, transformé pour avoir tué 1000 yōkai à l'arme blanche. Son arme est le ki, son énergie qu'il peut envoyer sur ses ennemis sous forme de boules d'énergie ; il peut également s'en servir pour soigner les blessures en transférant sa propre énergie vitale. Cho Hakkai serait la réincarnation d'un immortel (Tempô) qui aurait vécu en même temps que Kenren (Gojyo) et Konzen (Sanzo)

- Sha Gojyo : Quand il était petit, sa belle-mère ne l'aimait pas, car "elle voyait en lui le visage de celle avec qui son mari l'avait trompée". Un jour, elle faillit le tuer, mais son grand frère, Jien alias Dokugakuji, l'a assassinée. Étant mi-homme mi-yōkai ses cheveux et ses yeux sont rouge sang (malgré le fait que dans le manga ils apparaissent fuchsia) ; il est très complexé par cette couleur, car sa belle-mère la lui faisait sans cesse remarquer. Malgré tout cela Gojyo reste très attaché à sa mère, ce qui lui posera des difficultés pour affronter un yōkai lui ressemblant dans la tour Konran à la fin de la 2e série. C'est un incorrigible dragueur qui fait tourner la tête à plusieurs jolies filles. Tout comme Sanzo, il fume, mais c'est leur seul point commun. Il jouait aux cartes pour gagner sa vie avant de se joindre au groupe de Sanzo. (Cependant Goyjo reste moins fort aux cartes qu'Hakkai). Il serait la réincarnation d'un immortel (Kenren) qui aurait vécu il y a 500 ans avec Tempô (Hakkai) et Konzen (Sanzo).

- Genjyô Sanzô : C'est le détenteur de deux des cinq sûtras, celui du ciel maléfique et celui du ciel saint (qui était à son maitre). Tout comme Gojyo, il fume mais c'est apparemment leur seul point commun. Il est de nature très austère et sérieux et facilement irritable, très soupe au lait, il a très mauvais caractère et ne s'intéresse pas aux femmes. C'est un moine atypique : il boit, fume, joue et tire à tout va avec son pistolet. On ne connaît que très peu de choses sur son passé, seulement qu'il était très attaché à son maître, le précédent Sanzô, qui l'a recueilli et élevé alors qu'il l'avait trouvé bébé, porté par un cours d'eau. Sanzo s'en veut beaucoup, car, la nuit précédant sa promotion au titre de Sanzô, le monastère dans lequel il vivait avec son maître a été attaqué. Le maître de Sanzo a été attaqué par des yōkai qui voulaient voler son sûtra et Genjo ne put rien faire pour empêcher son maître de se faire tuer. Genjô Sanzô serait la réincarnation d'un dieu (Konzen). Lors de leur périple, la population accueille bien souvent le groupe avec beaucoup d'honneurs, à cause du grade religieux important de Sanzo. Cela l'insupporte car il a l'impression de profiter des gens. Ses armes sont le sûtra (qu'il utilise rarement) et une arme à feu très spéciale, car elle peut tuer des yōkai (cela est dit dans l'anime), mais dans le manga c'est un banal Smith&Wesson. Selon ses propos, il a "la taille idéale pour se tirer une balle dans la tête à n'importe quel moment"

Ce que l'on peut dire du groupe de Goku, Hakkai, Gojyo et Sanzô, c'est qu'ils portent tous en eux une blessure profonde qui les empêche de faire quoi que ce soit qui puisse blesser quelqu'un. Sanzo le dit d'ailleurs à Gojyo. "Si l'on se bat, n'est-ce pas, dans un sens, pour oublier les douleurs que l'on porte ?" Malgré les apparences, le sanzô-ikko est très soudé, car leurs blessures du passé les relient entre eux "comme les fils d'une toile d'araignée" comme l'a fait remarquer la trinité bouddhique à Sanzo quand il a demandé pourquoi est-ce qu'il fallait qu'il soit plusieurs pour partir vers l'ouest. Homura l'a remarqué lui aussi et le leur a dit : "Les qualités des uns complètent les défauts des autres."

### La bande de Kôgaiji
- Kogaiji : C'est le chef d'un groupe de yōkai au service de la femme qui veut ressusciter Gyûmao, Gyokumen. C'est le demi-frère de Ririn mais il en prend grand soin. Il exécute les ordres de Gyokumen dans l'espoir qu'elle lève le sort qui garde sa mère prisonnière. Fils de Gyûmao, il n'en est pas moins attentionné avec ceux qui le suivent et a un bon fond. Il refuse catégoriquement de se battre autrement qu'à la loyale contre le groupe de Sanzô. On dirait un adolescent de 19 ans, un peu "paumé". Il utilise la magie pour se battre : il peut invoquer des monstres.

- Dokukakuji : Il se bat pour Kogaiji, lui vouant respect et amitié, il le considère un peu comme son petit frère car certains traits de son caractère lui rappelle fortement ce dernier. C'est le grand frère de Gojyo. Il utilise une épée pour se battre.

- Ririn : C'est la demi-sœur de Kogaiji. On peut dire que c'est la version féminine de Goku, même appétit, même habitude à foncer dans le tas. Elle aime beaucoup son frère. Elle utilise la magie comme son frère mais également sa force monstrueuse. Elle est moins naïve qu'il n'y parait au premier abord.

- Yaone : Elle est au service de Kogaiji, depuis que celui-ci l'a sauvée de la mort (ou tout comme puisqu'elle allait devenir une esclave sexuelle pour un démon). C'est une experte en poisons et potions de guérison.

### Les méchants permanents
- Dr. Ni Jen Hi: C'est le scientifique chargé du projet de la résurrection de Gyumao. Dans ce but, il a sciemment mené des expériences afin de rendre les yōkai dangereux et qu'ils n'utilisent pas leur conscience (dont lui-même semble être dépourvue). Il a toujours avec lui une peluche en forme de lapin blanc qu'il fait bouger lorsqu'il s'adresse aux autres (à la bande de Kôgaiji en particulier). On apprendra dans la tome 6 de Reload, que dans le corps du lapin en peluche se trouve le sutra du néant. Malgré tous ses défauts, il reste le personnage préféré de Minekura. C'est par l'intervention de l'auteur que l'on expliquera la présence du personnage dans de nombreux épisodes de la 1re série.

On apprend dans Reload que son vrai nom est Kenyû et qu'il a été admis avec les élèves de Goudai Sanzo, un ami proche de Komyo Sanzo (le maître du chef de la bande de héros) Bien que très talentueux, maître Goudai a refusé de faire de lui son successeur et c'est seulement avec la mort de ce dernier qu'il recevra un des 5 sutras (celui qui sera volé dans la 2e série par Homura) ainsi qu’un nom bouddhiste: Ukoku Sanzo. Cependant, son esprit perturbé et son manque de discernement entre le bien et le mal ont empêché le chakra d'apparaître sur son front, faisant de lui un sanzo hérétique, conformément à ce que maître Goudai lui avait prédit. En effet il semblerait que tout lui soit indifférent parce que comme il est très intelligent (c'est le plus jeune à avoir eu un doctorat et à avoir été nommé maître Sanzo), c'est très facile pour lui de réussir tout ce qu'il entreprend. "Il ne se sent vivant que quand il est dans une situation extrême" (soit il est tué, soit il tue). C'est sans doute cela qui a suscité la compassion de maître Komyo Sanzo qui a essayé de le former lui aussi (notamment dans le domaine des relations humaines).
- Reine Gyokumen: 2e femme de Gyumao. Elle a eu un enfant avec lui, Ririn, avant que Nataku ne batte Gyûmao.

Remarque, le quartier général des méchants est à Tenjiku c'est-à-dire à l'ouest là où nos héros doivent arriver pour les arrêter.

### Les adversaires de la saison 2
- Homura : C'est le chef des ennemis de la saison 2 de Saiyuki. Il est tout comme Goku et Nataku, une aberration, sauf que lui est né de l'union interdite d'un dieu et d'une humaine. Contrairement à Goku et Nataku, il n'a cependant qu'un œil or, l'autre étant bleu. Homura a passé son enfance enfermé dans une prison avant d'être libéré mais il a quand même des chaînes aux poignets et aux pieds pour être tombé amoureux de Rinrei, une déesse qui sera punie par le domaine céleste en devenant mortelle et abandonnée sur Terre. Homura retrouvera sa tombe bien des siècles plus tard. Ce dernier possède une force presque égale à celle de Goku. Il se bat avec un sabre enflammé dont la lame peut invoquer un puissant dragon de feu. Solitaire, il fut nommé Prince des dieux guerriers à la suite de l'accident encore inconnu qu'a eu Nataku. Il désire créer un monde de paix en utilisant la magie des sûtras et la puissance de Son Goku. Jaloux des caractères libertins et sans-soucis de Konzen, Kenren, Tempo et Goku, il les a toujours enviés. Étant un dieu, il ne peut être tué par une balle de Sanzo mais il semble être porteur d'une maladie qui lui sera fatale.

- Shien : Il admirait et respectait Nataku et détestait par-dessus tous les pitoyables soldats qui voulaient s'attirer les faveurs du Prince des dieux guerriers. Il se bat avec des fouets qui s'illuminent en sortant de deux poignets. Lorsqu'il se bat au maximum de sa force, ses fouets se transforment en tornade.

- Zenon : au premier abord, il ressemble davantage à un mercenaire qu'à un dieu, qui fume et boit comme Gojyo. Il se bat avec un fusil d'assaut. Son côté assuré et railleur cache une profonde blessure, la perte de sa femme qui était une humaine et de son fils, tués par un démon qui était à son service. Lorsqu'il entre dans une colère noire, il retire le bandeau qui cache son œil droit et devient lui-même un démon dont la force est démesurée.

cf aussi : Gensou Maden Saiyuki Reload

### Les adversaires de la saison 3
- Kami Sama

Kami Sama était le disciple de Ukoku, alias Nin Jen Hi qui a été manipulé par ce dernier afin de rechercher les autres sutra. Il est le 1er adversaire qui ait réussi à battre le Sanzô-Ikkô.
Bien qu'il ait été manipulé Kami Sama a lui-même été cruel avec Kinkaku et Ginkaku (il a même tué ce dernier).

### Les adversaires de la saison 4
- Hazel

Il s'agit d'un archevêque chrétien (très probablement anglais) dont les parents auraient été tués par des yōkai alors qu'il n'était qu'un bébé. Il a été recueilli par l'évêque Philbert qui respectait autant les humains que les yōkai. (Il accueillait souvent des yōkai pourchassés dans son église)
Mais Hazel va essayer de tirer profit de la situation pour venger ses parents. Une nuit, l'un d'entre eux déjà grièvement blessé, va mourir à cause de Hazel. Juste avant que le yōkai ne meure, il maudit Hazel, et, pour la première fois, Hazel devient un yōkai. Et, pour que la vengeance soit parfaite, le monstre va modifier la mémoire de ce dernier afin qu'il ne le sache pas et ne souvienne de rien. Hazel acquiert aussi une médaille magique qui lui permet de récupérer des âmes et de ressusciter aussi bien humain que yōkai (mais pour les raisons personnelles énoncées plus haut, Hazel ne l'utilise que pour ressusciter des humains)
Hazel ne se souviendra de tout que lorsque Gato mourra. Incapable de le protéger plus longtemps, ses douloureux souvenirs remonteront à la surface. 
- Gato

Il s'agit d'un amérindien qui est mort en essayant de défendre les siens lorsque les hommes blancs sont arrivés sur le continent. Il a vengé ses amis mais il a été tué juste après lors de représailles. C'est alors que le Grand Esprit (le dieu des amérindiens) apparaît devant Gato et l'envoie en Angleterre afin d'essayer de sauver Hazel (ou de trouver quelqu'un qui le pourrait). À partir de là, il fera équipe avec ce dernier.
cf aussi : Saiyuki Reload Gunlock

## Mangas

### Fiche technique
- Édition japonaise : Enix puis Ichijinsha
  - Prépublication : Monthly GFantasy puis Zero Sum
- Édition française : Panini Comics
- Autres éditions
  -  Carlsen Comics
  -  Tokyopop

### Liste des volumes
Saiyuki Gaiden : Non publié en France pour le moment (6 avril 2008)
1. Volume 1
2. Volume 2
3. Volume 3
4. Volume 4

Saiyuki Offroad
Non publié. Environ 27 pages (au 6 avril 2009).
Saiyuki chez Panini Comics :
1. Volume 1  8 avril 2004  (ISBN 2-84538-310-X)
2. Volume 2  24 juin 2004  (ISBN 2-84538-333-9)
3. Volume 3  28 juillet 2004  (ISBN 2-84538-360-6)
4. Volume 4  6 octobre 2004  (ISBN 2-84538-399-1)
5. Volume 5  12 novembre 2004  (ISBN 2-84538-427-0)
6. Volume 6  9 février 2005  (ISBN 2-84538-450-5)
7. Volume 7  9 mai 2005  (ISBN 2-84538-497-1)
8. Volume 8  8 août 2005  (ISBN 2-84538-544-7)
9. Volume 9  14 novembre 2005  (ISBN 2-84538-613-3)

Saiyuki Reload chez Panini Comics :
1. Volume 1  7 mai 2007  (ISBN 2-84538-759-8)
2. Volume 2  8 juin 2007  (ISBN 2-84538-793-8)
3. Volume 3  29 août 2007  (ISBN 2-80940-086-5)
4. Volume 4  22 novembre 2007  (ISBN 978-2-80940-150-9)
5. Volume 5  26 juin 2008  (ISBN 978-2-80940-208-7)
6. Volume 6  21 octobre 2008  (ISBN 978-2-80940-334-3)
7. Volume 7  18 février 2009  (ISBN 978-2-80940-420-3)
8. Volume 8  15 septembre 2010  (ISBN 2-80941-441-6)
9. Volume 9  23 mars 2011  (ISBN 978-2-80941-803-3)
10. Volume 10 21 septembre 2011  (ISBN 2-80942-054-8)

- Autres séries :
  - Saiyuki Ibun : sur l'enfance du maître de Sanzo.
  - Saiyuki Reload Blast !!

## Anime

### Séries télévisées
Chacune des séries a été achetée et sous-titrée en français par Declic Images et les 2 premières séries ont été doublées 2 fois et diffusées sur Mangas.
- Saiyuki - Chronique de l'Extrême Voyage
- Saiyuki Reload
- Saiyuki Reload Gunlock
- Saiyuki Reload Blast
- Saiyuki Reload Zeroin

### OAVs
À noter qu'aucun de ces OAVs n'a encore été licencié en France.
- Saiyuki Premium P1
- Saiyuki Premium P2
- Saiyuki Reload Burial Act1 (chapitre d'Ukoku)
- Saiyuki Reload Burial Act2 (l'histoire de Goku)
- Saiyuki Reload Burial Act3 (l'histoire de Gojyo et Hakkai)
- Saiyuki Gaiden (réparti sur 3 OAVs + 1 Spécial)
- Saiyuki Kibou no Zaika (The Jade Pearl / La Perle de Jade)

### Films d'animation
- Saiyuki Requiem

## Produits dérivés

### Jeux vidéo
Uniquement au Japon
- 2001 : Saiyuki: Sabaku no Shikigami sur Game Boy Color

RPG- Action
- 2003 : Gensoumaden Saiyuuki: Hangyaku no Toshin Taishi sur Game Boy Advance

Action-Aventure
- 2004 : Saiyûki Reload sur PlayStation 2

Action-Aventure
- 2004 : Saiyûki Reload : Gunlock sur PlayStation 2

Jeu de combat

### Comédies musicales
- Saiyuki Kagekiden: Go to the West
- Saiyuki Kagekiden : Dead or alive
- Saiyuki Kagekiden 3: Godchild